# 姆斯季斯拉夫·斯维亚托波尔科维奇
姆斯季斯拉夫·斯维亚托波尔科维奇 Мстислав Святополкович（?—1099年），古罗斯王公，弗拉基米尔-沃伦斯基公爵（1099年在位）。
姆斯季斯拉夫·斯维亚托波尔科维奇是留里克王朝成员，一说他的名字是姆斯季斯拉维茨（Мстиславец）。他是基辅大公斯维亚托波尔克·伊贾斯拉维奇的儿子。
1099年斯维亚托波尔克·伊贾斯拉维奇向沃伦公爵达维德·伊戈列维奇开战，把后者围困在弗拉基米尔-沃伦斯基城内。在经过几天僵持之后，两位王公实现了和解，达维德·伊戈列维奇放弃了弗拉基米尔-沃伦斯基的公位。姆斯季斯拉夫·斯维亚托波尔科维奇于是被其父安置到沃伦当王公。但他在抵达弗拉基米尔-沃伦斯基之后不久就去世了，在位不到一年。
| 前任： 达维德·伊戈列维奇 | 弗拉基米尔-沃伦斯基王公 | 继任： 雅罗斯拉夫·斯维亚托波尔科维奇 |